# Arrondissement municipal

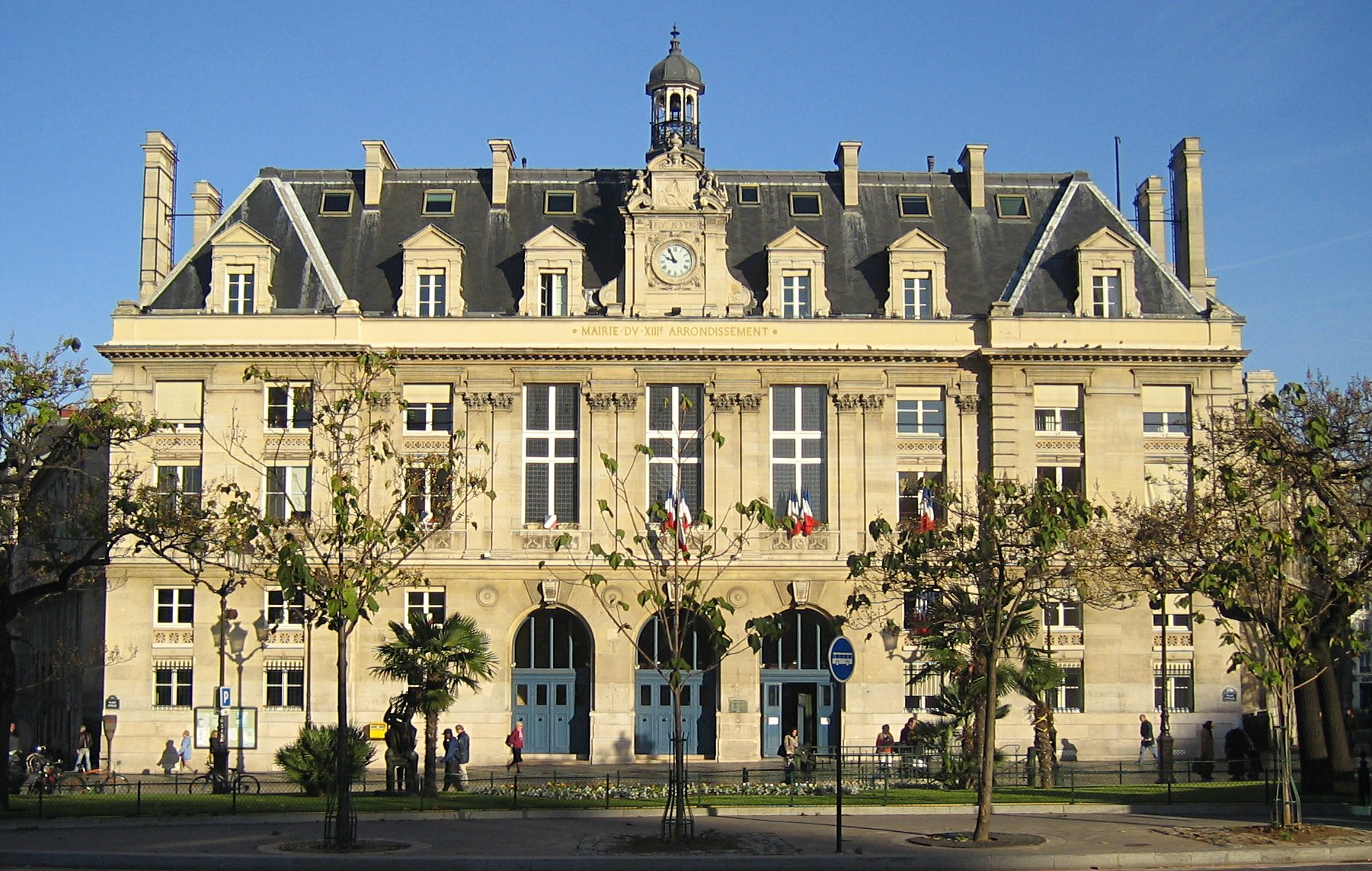
Mairie des 13. Arrondissements von Paris

Ein Arrondissement municipal (Plural: Arrondissements municipaux) bezeichnet in Frankreich einen Stadtbezirk einer Großstadt. Diese Verwaltungsform steht nicht in Zusammenhang mit den französischen Arrondissements.
In Frankreich gibt es in lediglich drei Städten Arrondissements municipaux: Die 20 Arrondissements von Paris, die 16 Arrondissements von Marseille und die neun Arrondissements von Lyon. Schon 1795 entstanden die ersten Arrondissements in Paris. Damals bestand die Stadt lediglich aus zwölf Arrondissements, seit 1859 existieren die heutigen Bezirke. In Lyon entstanden die Arrondissements 1852 – wurden seitdem aber stark verändert – in Marseille existieren sie seit 1946. Dort erfolgt die Mitbestimmung über so genannte Sektoren (französisch Secteurs), die später eingeführt wurden. Je zwei Arrondissements bilden in Marseille einen Sektor.
Jedes Arrondissement municipal verfügt über eine Mairie und einen Gemeinderat (Conseil municipal). Ihre Hauptaufgabe ist es, bei der Stadtverwaltung für das Arrondissement relevante Entscheidungen zu hinterfragen. Für die zum Arrondissement gehörenden Stadtviertel kann der Rat des Arrondissements außerdem einzelne Räte gründen. In diesen Conseils de quartier können sich die Bürger direkt an der Politik beteiligen.